# Puente de los Leones (San Agustín)
El Puente de los Leones (en inglés: Bridge of Lions) es un puente basculante doble que se extiende por los canales internos en San Agustín, Florida al sur de Estados Unidos. Hace parte de la carretera estatal A1A , que conecta el centro de San Agustín a la isla Anastasia. Un par de leones de mármol de Medici están cerca del puente, todo fue construido a partir de 1925 y terminado en 1927 a través de la bahía de Matanzas. Los leones se retiraron en febrero de 2005 y regresaron en marzo de 2011.
la revista de Carreteras y Puentes (Roads & Bridges) nombró el puente de leones como el  cuarto en los 10 principales puentes de la nación para 2010. Los proyectos fueron evaluados en base al tamaño, impacto en la comunidad y los problemas resueltos. 